# Ceraia planibulbis
Ceraia planibulbis é uma espécie de orquídea de flores pequenas que duram muito pouco, mas que floresce diversas vezes ao ano, nativa da Península da Tailândia ao oeste da Malásia e Filipinas.